# Premium Crime
Premium Crime è stato un canale televisivo a pagamento edito da Mediaset. Trasmetteva ininterrottamente film e telefilm legati al genere crime; ha cominciato la sua programmazione il 1º luglio 2011.
Lo speaker ufficiale del canale era il doppiatore Mario Zucca.

## Storia
Annunciato da una conferenza stampa mercoledì 29 giugno 2011, Premium Crime inizia le trasmissioni su Mediaset Premium il 1º luglio alle 21:15 con la serie televisiva Law & Order: LA.
Il 23 giugno 2015, a seguito dei cambiamenti avvenuti nella piattaforma, partono le versioni in HD e timeshift +24 del canale con la conseguente eliminazione della versione SD. Il 1º giugno 2018 torna a trasmettere in SD e sparisce la versione +24.
Sempre dal 1º giugno 2018 il canale sbarca su Infinity nella sezione "Canali Live".
Dal 4 giugno 2018 il canale sbarca anche su Sky al canale 118 in alta definizione.
Da aprile 2019 il canale è disponibile anche su Sky Go.
Dopo la chiusura di Mediaset Premium avvenuta il 1º giugno 2019 il canale continua a trasmettere su Infinity e Sky.
Dall'8 aprile 2021, con l'unione di Infinity e Mediaset Play in Mediaset Infinity, il canale è disponibile sul channel a pagamento Infinity+.
Il 10 gennaio 2022 Premium Crime, assieme agli altri canali a pagamento del gruppo Mediaset, cessa le trasmissioni.

## Serie TV
- 100 Code
- Falco
- Flikken - Coppia in giallo
- Murder in the First
- Blindspot
- Shades of Blue
- Hannibal
- The Mentalist
- Person of Interest
- Monk
- The Closer
- Law & Order - Unità vittime speciali (st. 14-22)
- Law & Order: LA
- Golden Boy
- Motive
- Major Crimes
- The Killing
- The Chicago Code
- The Glades
- Southland
- Rizzoli & Isles
- Sherlock
- Stalker
- Ironside
- Chase
- Law & Order: Criminal Intent (st. 8-10)
- Animal Kingdom
- The Forgotten
- DCI Banks
- Chicago P.D.
- Veronica Mars (st. 4)